# Helmut Jürgens

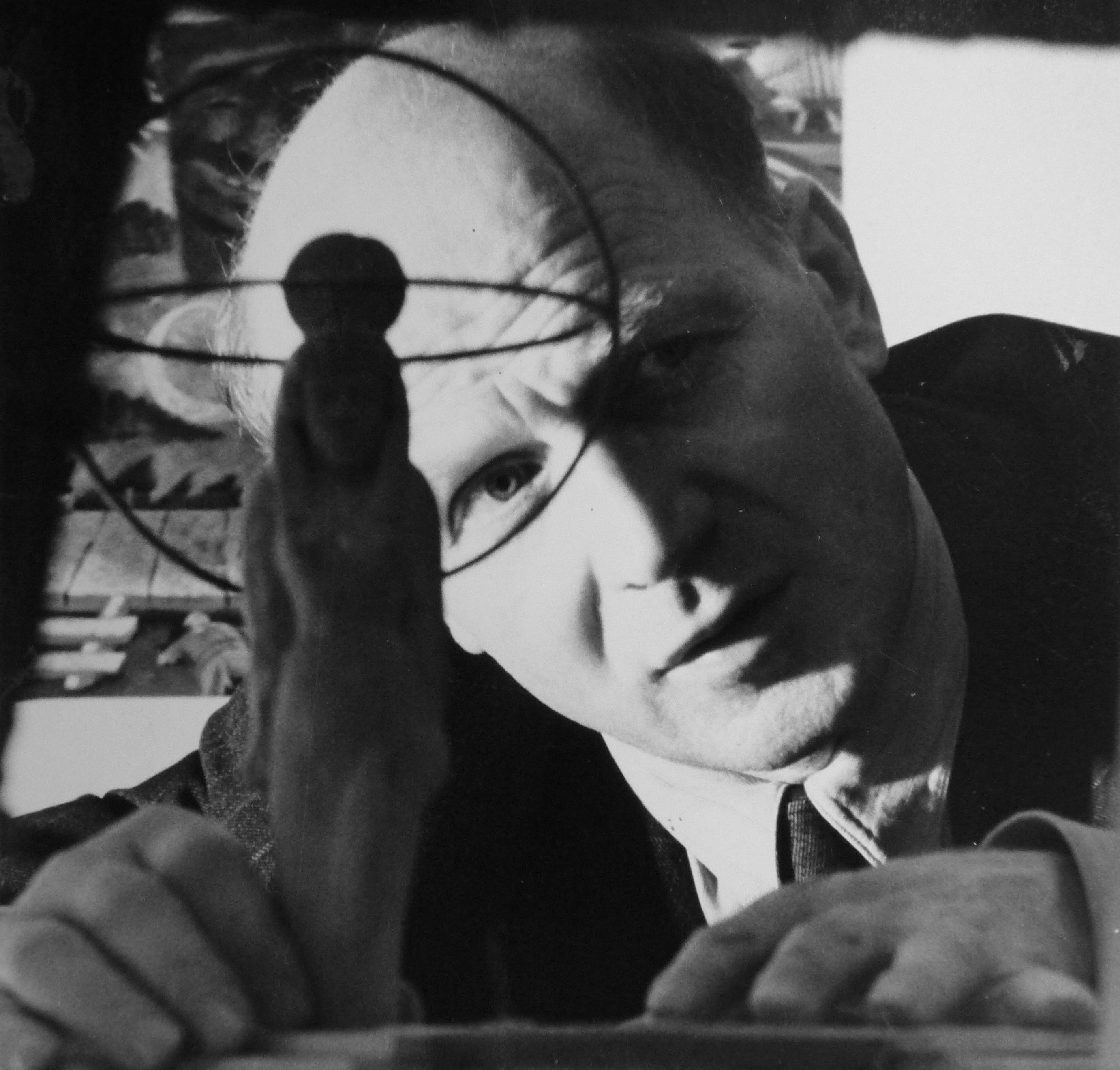
Helmut Jürgens, 1948

Helmut Jürgens (* 19. Juni 1902 in Höxter, Westfalen; † 29. August 1963 in München) war ein deutscher Bühnenbildner und Kostümbildner.

## Leben und Werk
Nach dem Besuch des Gymnasiums in Höxter und Warburg durchlief Jürgens von 1920 bis 1923 eine Lehre als Kirchen- und Dekorationsmaler. 1923 bis 1924 studierte er an der Kunstgewerbeschule Kassel und 1924 bis 1926 an der Kunstakademie Düsseldorf in der Bühnenklasse von Walter von Wecus. Erste selbständige Ausstattungen erfolgten 1926–1930 für die Bühnen Krefeld, Mönchen-Gladbach und Aachen. Von 1930 bis 1938 wurde Helmut Jürgens Ausstattungsleiter der Städtischen Bühnen Düsseldorf. Von 1938 bis zum Kriegsende war er Ausstattungsleiter der Städtischen Bühnen Frankfurt am Main, mit Gastspielen in Barcelona, Budapest, Mülheim an der Ruhr und Prag. 1948 wurde Jürgens Chefbühnenbildner der Bayerischen Staatsoper München, wo er bis zu seinem Tod 1963 wirkte. In diese Zeit fallen auch verschiedene Gastspiele in Athen, Düsseldorf, Hamburg, London, Neapel, Rom, Salzburg und Schwetzingen. Insgesamt hat Jürgens mehr als 200 Opern-, Ballett- und Schauspiel-Inszenierungen an mehr als 20 Bühnen ausgestattet. Einen Schwerpunkt bildeten dabei Opern zeitgenössischer Komponisten. Eine besonders enge Zusammenarbeit verband ihn mit Carl Orff.
1953 wurde Jürgens auf eine Professur an der Akademie der Bildenden Künste München berufen, wo er die Bühnenbildklasse als Nachfolger von Emil Preetorius übernahm.
Für die Konzertreihe „Musica Viva“ hat Jürgens zwischen 1952 und 1963 mehr als 60 Plakate entworfen.
Helmut Jürgens war verheiratet mit der Ärztin Cläre Jürgens (1910–2009). Aus der Ehe gingen 2 Söhne hervor: der Neurobiologe Uwe Jürgens (* 1942) und Mathis Jürgens (1947–1996). Das Grab von Helmut Jürgens befindet sich am Waldfriedhof München; der Grabstein wurde von dem Bildhauer Josef Henselmann, einem langjährigen Kollegen von Jürgens und Präsident der Akademie der Bildenden Künste München, gestaltet.

## Auszeichnungen
Am 15. Dezember 1959 wurde Jürgens der Bayerische Verdienstorden verliehen. Im Jahr 1962 erhielt er den Preis zur Förderung der Interpretierenden Kunst der Landeshauptstadt München überreicht. Seine „Musica Viva“-Plakate wurden mehrfach vom Bund Deutscher Gebrauchsgraphiker ausgezeichnet.

## Nachlass
Der künstlerische Nachlass von Helmut Jürgens befindet sich zum Hauptteil im Deutschen Theatermuseum München. Bühnenbildentwürfe finden sich auch im Theatermuseum Düsseldorf, im Institut für Theaterwissenschaft der Universität Köln, in der Musik- und Theaterabteilung der Universitätsbibliothek Frankfurt am Main sowie im Familienbesitz.

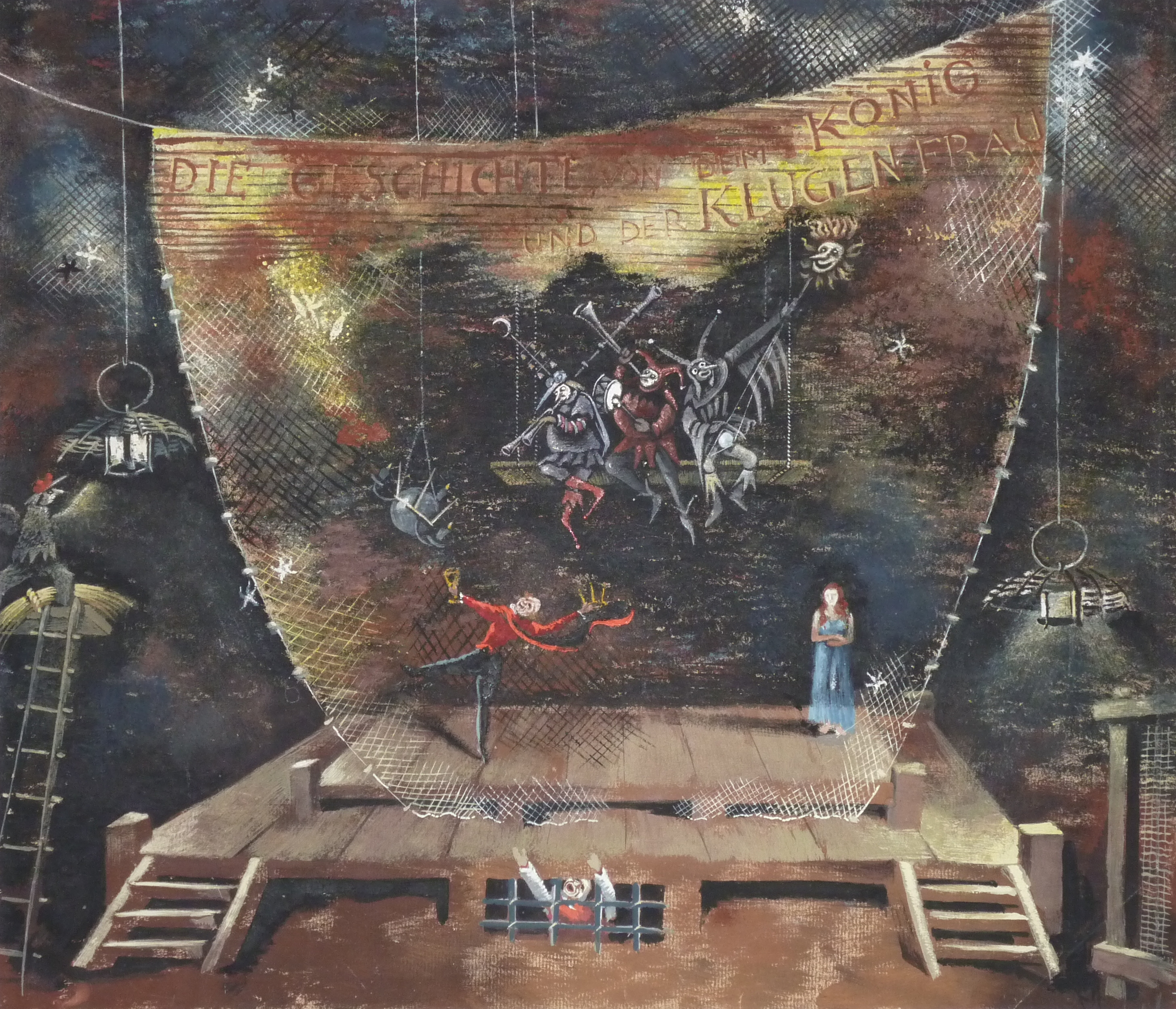
Carl Orff: Die Kluge (München, 1948)
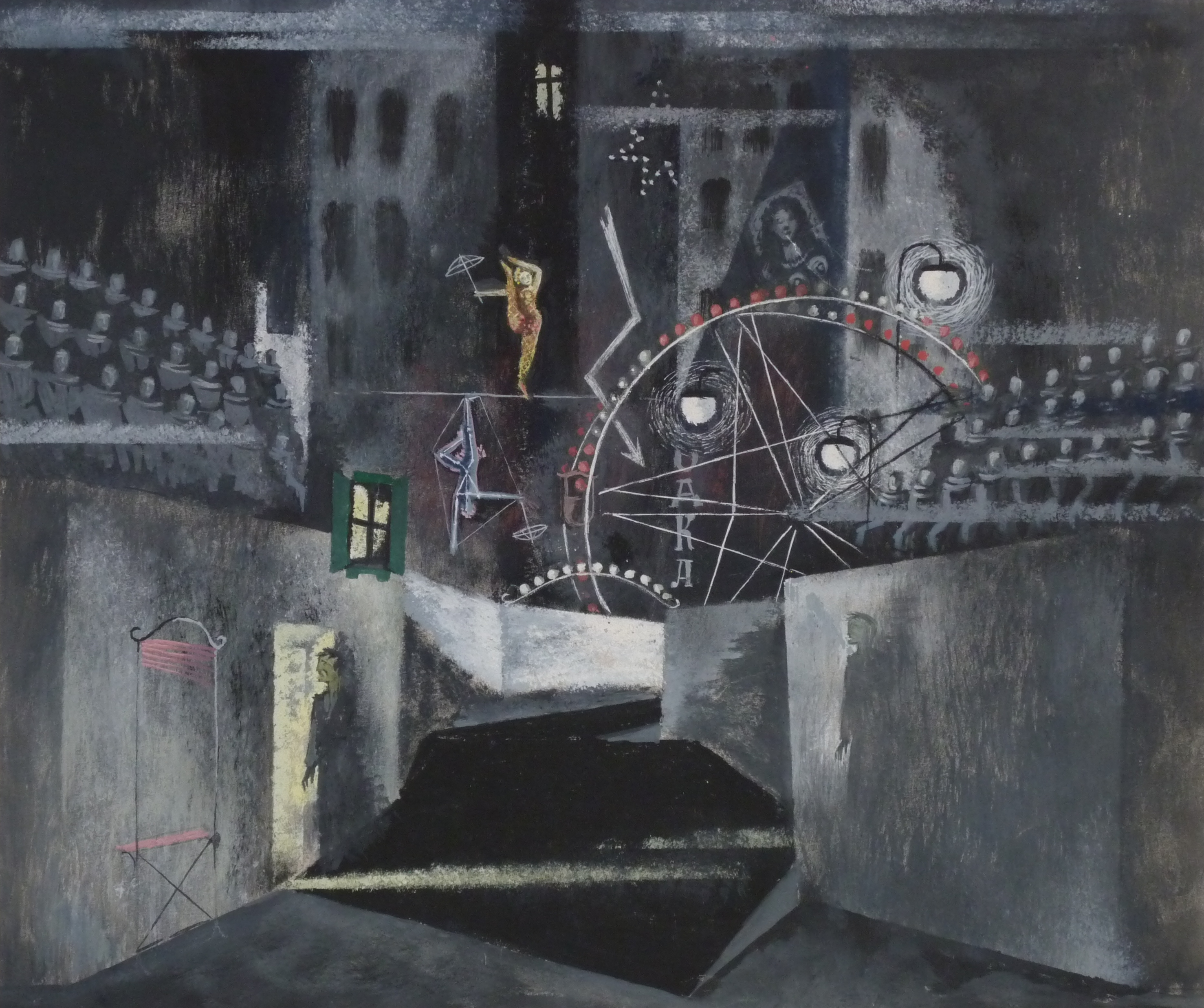
Heinrich Sutermeister: Raskolnikoff (München, 1949)
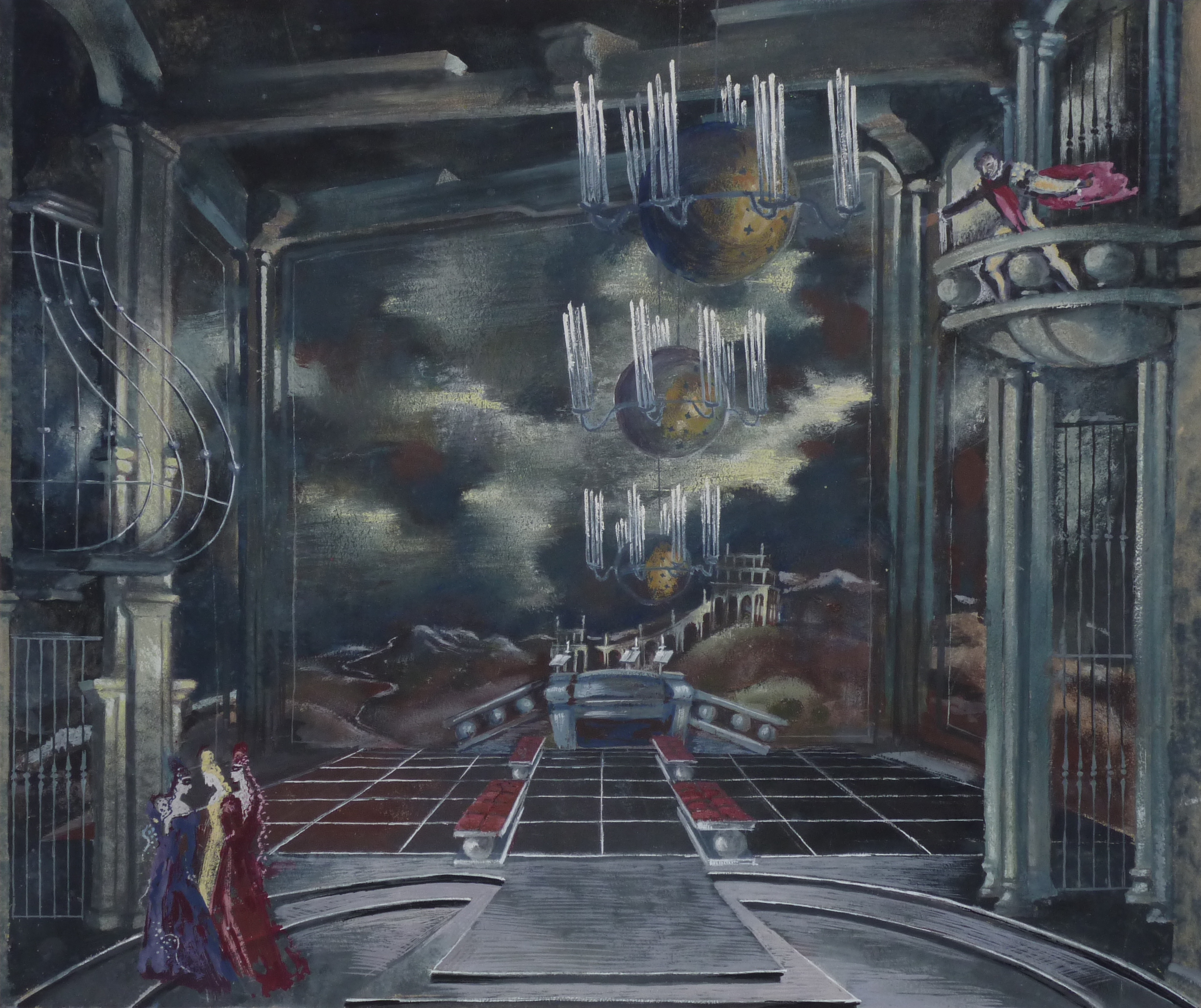
Wolfgang Amadeus Mozart: Don Giovanni (München, 1949)
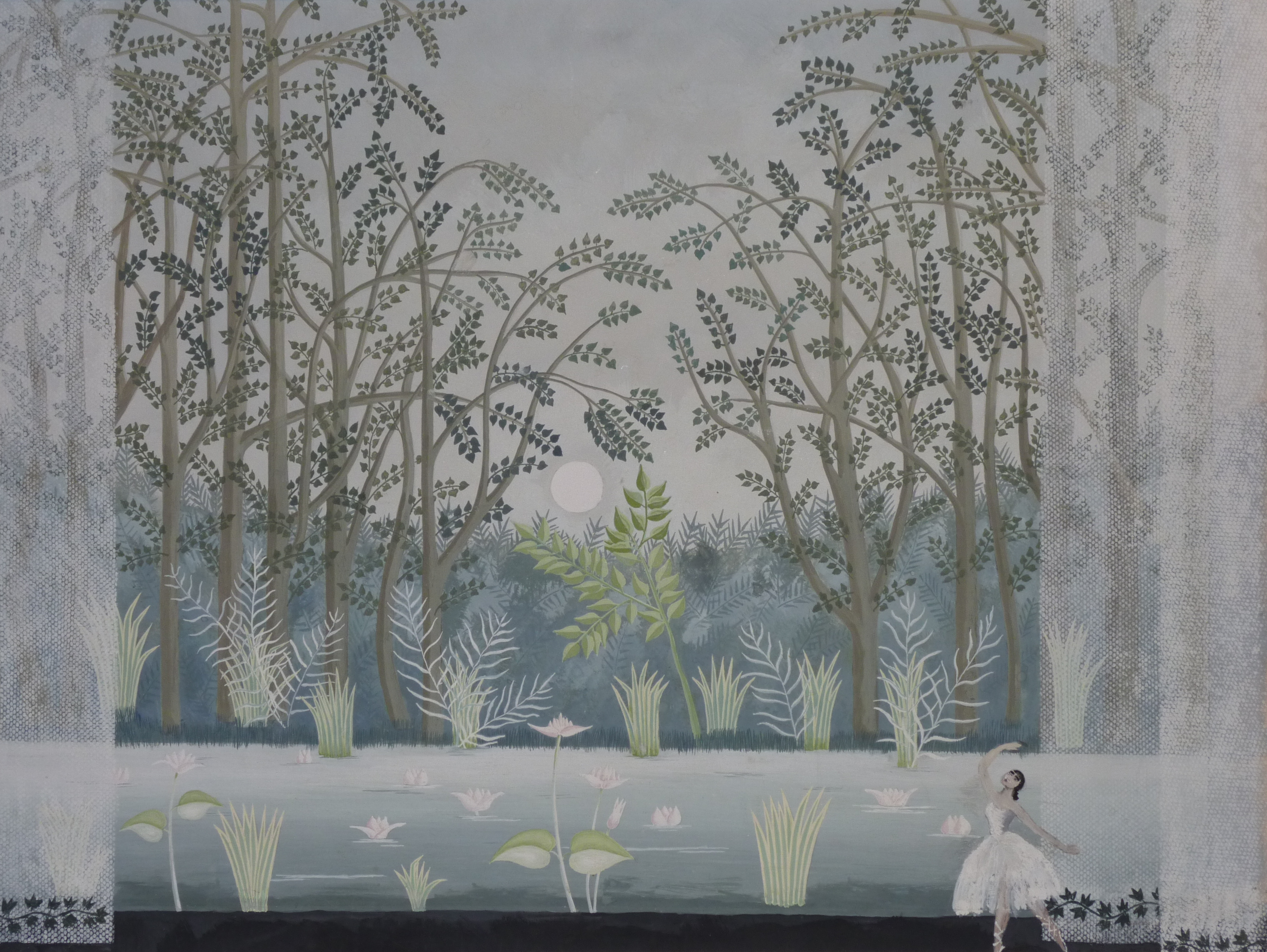
Pjotr Iljitsch Tschaikowski: Schwanensee (München, 1950)
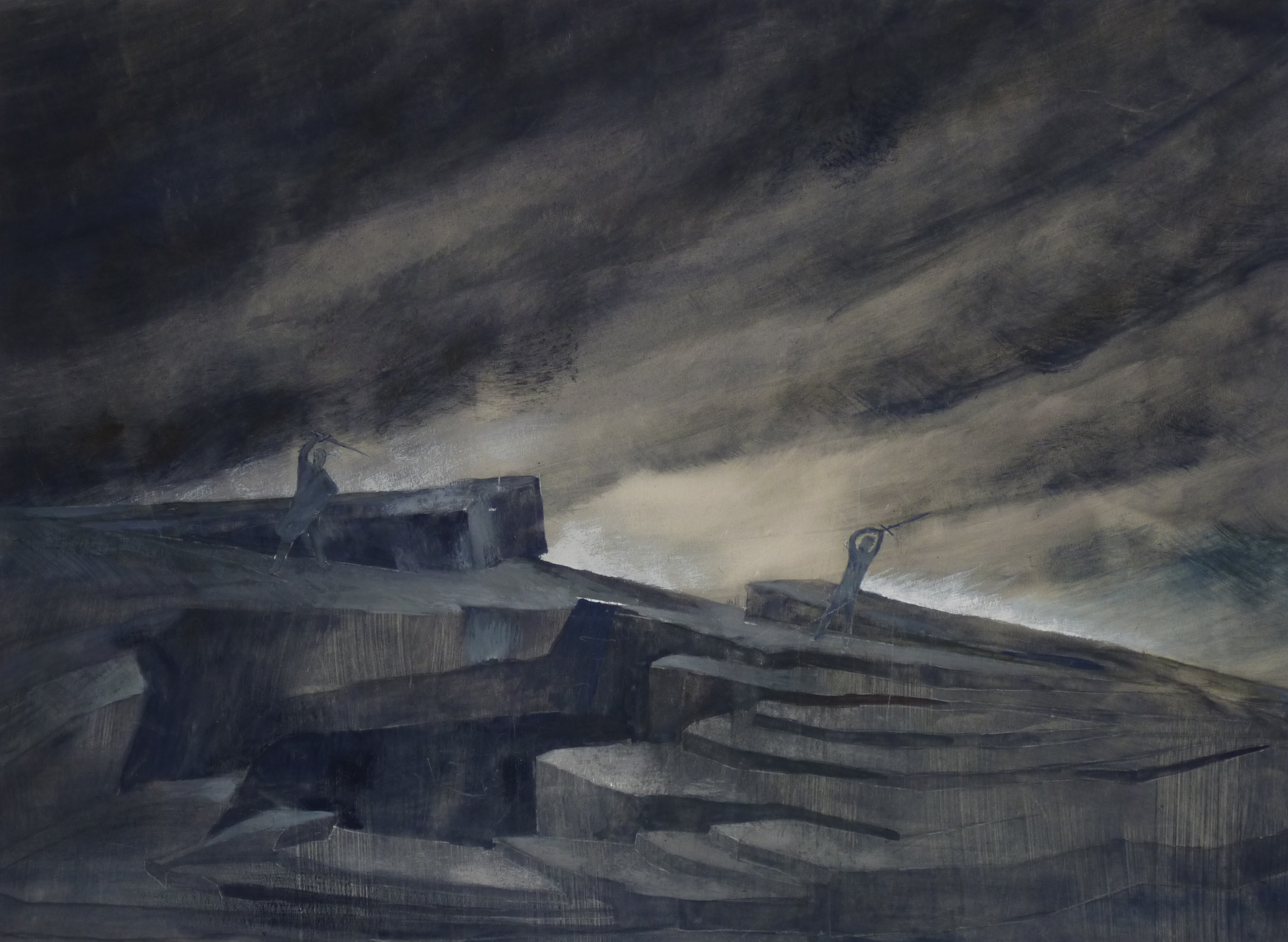
Richard Wagner: Die Walküre (München, 1952)
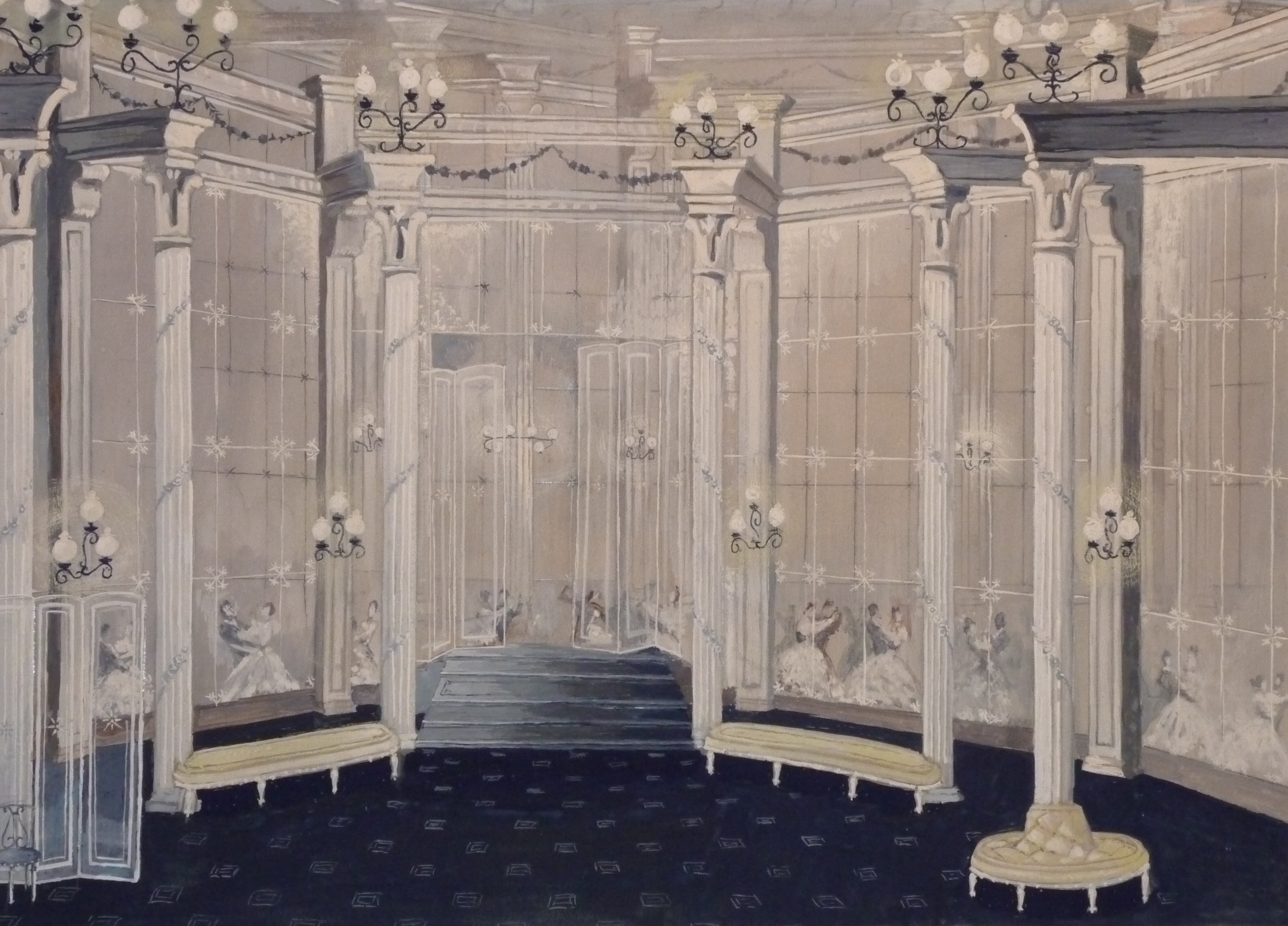
Richard Strauss: Arabella (München, 1952)
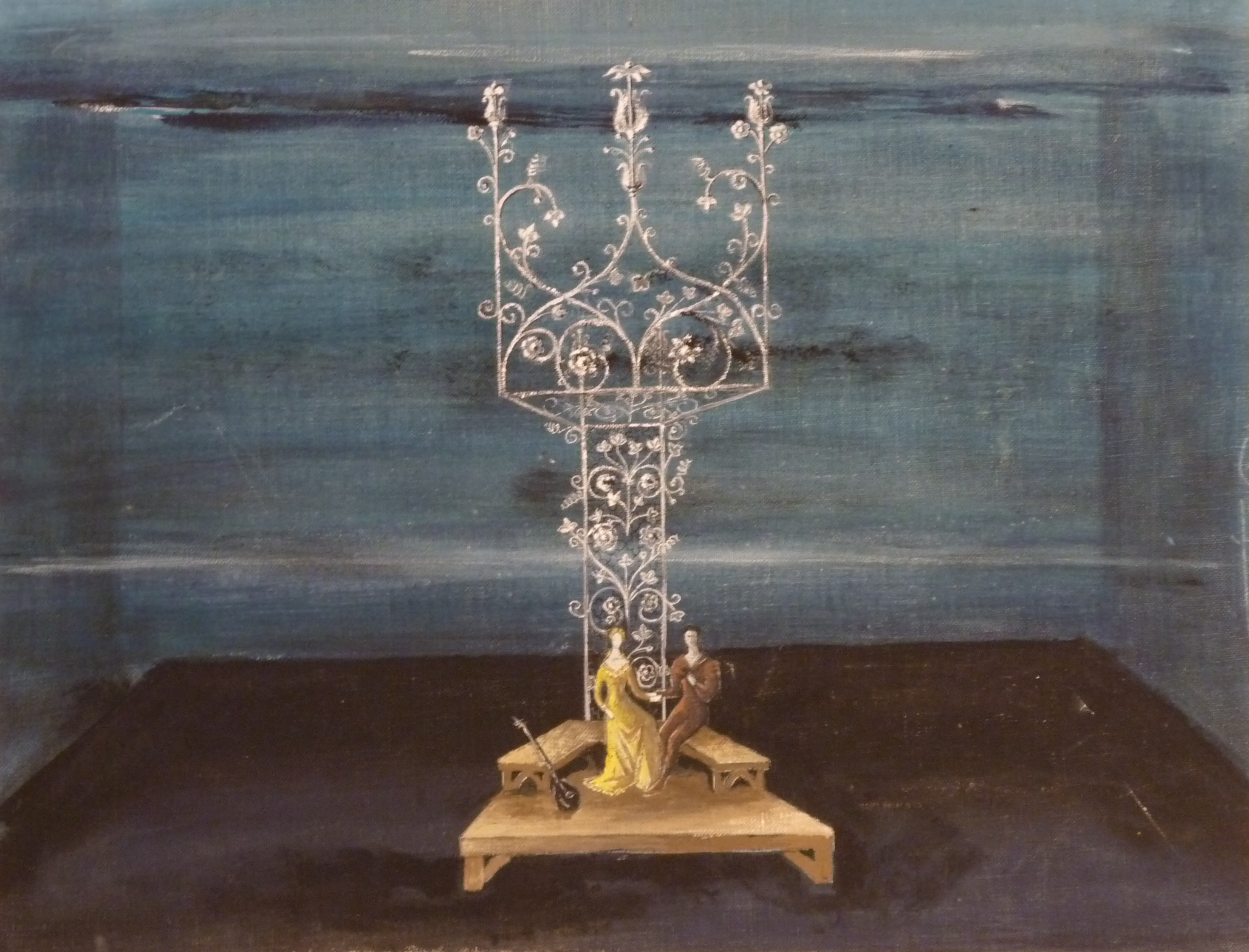
Carl Orff: Die Bernauerin (München, 1954)
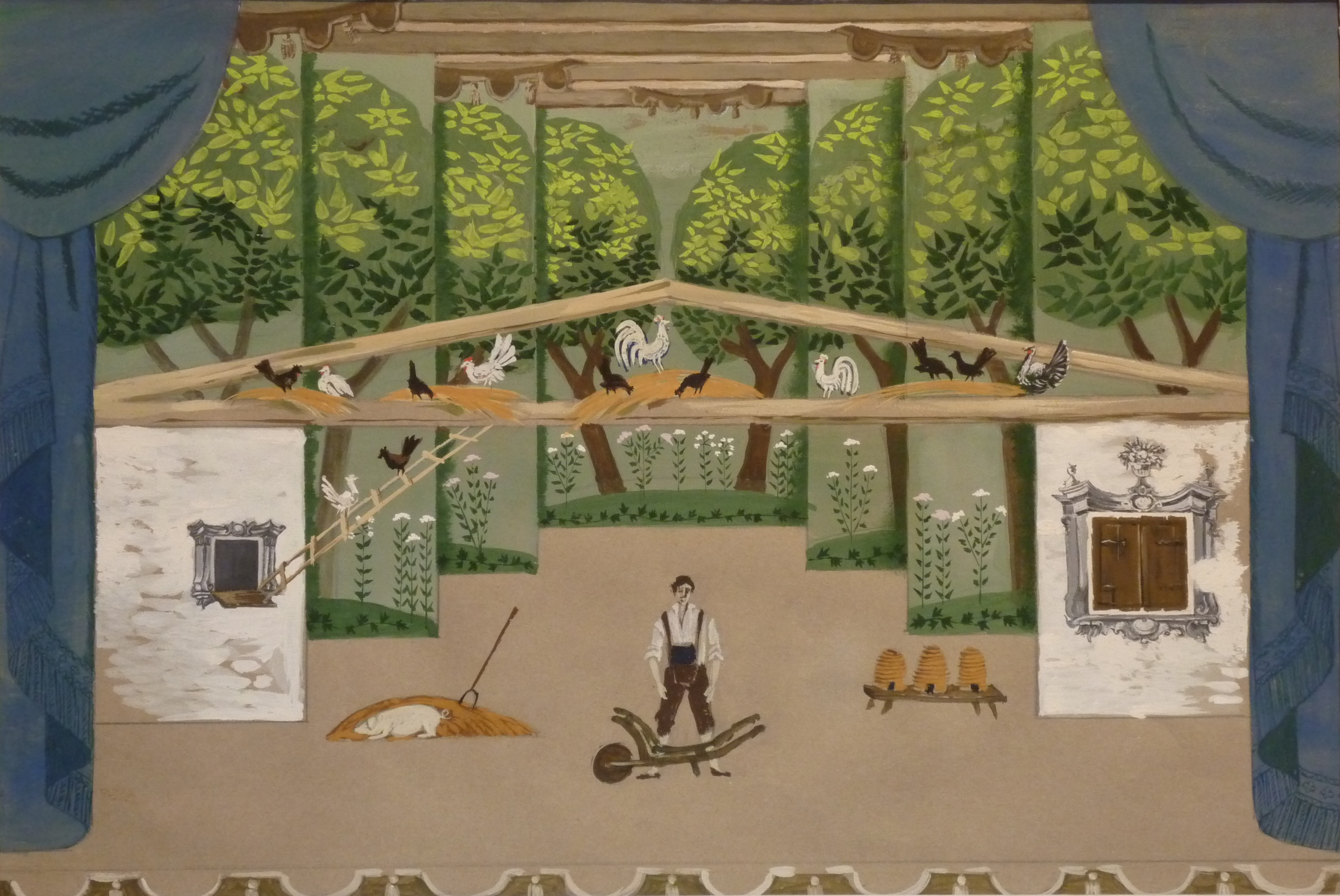
Werner Egk: Die Zaubergeige (München, 1954)
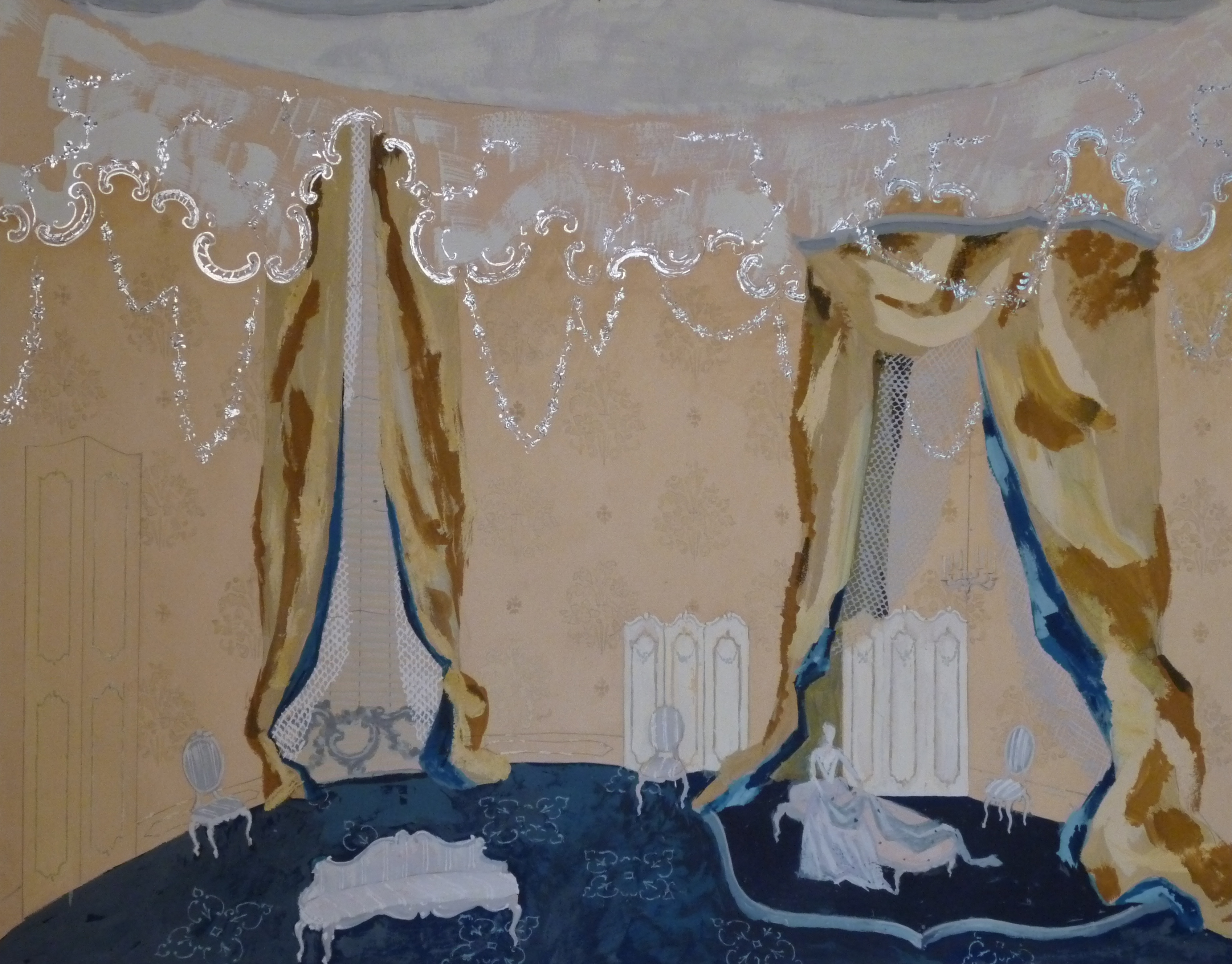
Richard Strauss: Der Rosenkavalier (München, 1962)
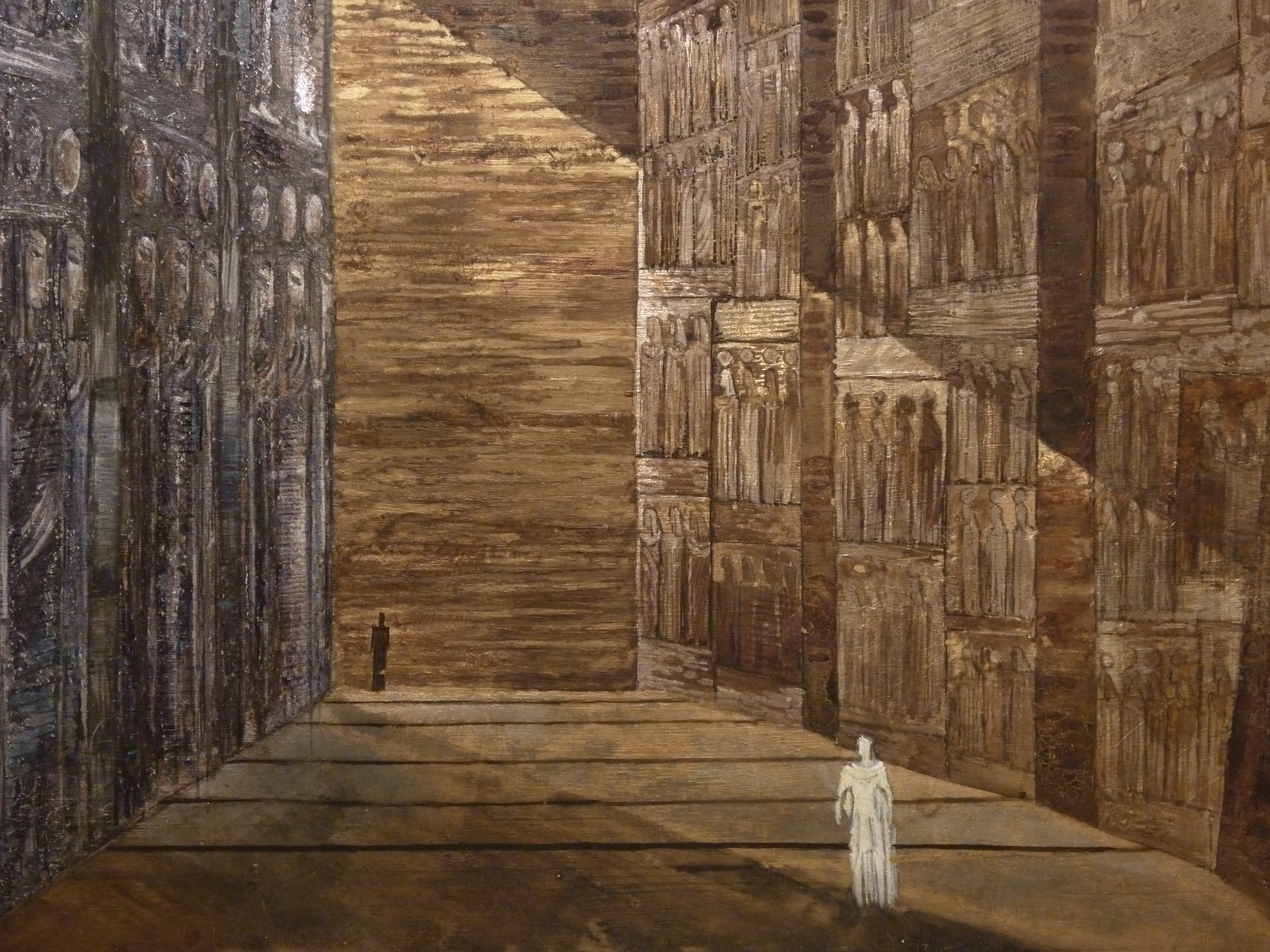
Giuseppe Verdi: Aida (München, 1963)

## Uraufführungen
Folgende Uraufführungen wurden von Helmut Jürgens ausgestattet:
- Werner Egk: Columbus (Frankfurt am Main, 1942)
- Werner Egk: Die chinesische Nachtigall (München, 1953)
- Werner Egk: Danza (München, 1960)
- Hans Werner Henze: Elegie für junge Liebende (Schwetzingen, 1961)
- Paul Hindemith: Harmonie der Welt (München, 1957)
- Wilhelm Killmayer: La Buffonata (München, 1961)
- Frank Martin: Mysterium von der Geburt des Herrn (Salzburger Festspiele, 1961)
- Carl Orff: Die Kluge (Frankfurt am Main, 1943)
- Carl Orff: Astutuli (München, 1953)
- Carl Orff: Entrata (München, 1963)
- Hermann Reutter: Odysseus (Frankfurt am Main, 1942)
- Henri Tomasi: Don Juan de Manara (München, 1956)